# Sierra de la Demanda (comarque)
Pour les articles homonymes, voir Sierra de la Demanda.
La comarque de Sierra de la Demanda est une comarque située au Sud-Est de la province de Burgos, dans la communauté de Castille-et-León en Espagne.

## Présentation
La comarque est traversée par le cours supérieur de l'Arlanza et encadrée par les Monts ibériques, au sud des contreforts des massifs de la Demanda et d'Urbión.